# Bernard Blancan
Bernard Blancan (Bayona, 9 de septiembre de 1958) es un actor vascofrancés. Ha aparecido en más de 85 películas y programas de televisión desde 1989. Compartió el premio al Mejor Actor por su papel en Days of Glory en el Festival de Cine de Cannes de 2006.

## Premios y distinciones
Festival Internacional de Cine de Cannes
| Año  | Categoría   | Película  | Resultado |
| ---- | ----------- | --------- | --------- |
| 2006 | Mejor actor | Indigènes | Ganador   |